# Turquie aux Jeux olympiques d'hiver de 1976
L'équipe olympique de Turquie a participé aux Jeux olympiques d'hiver de 1976 à Innsbruck en Autriche. Elle était représentée par 9 athlètes dans 2 sports.
Elle n'a remporté aucune médaille.

## Ski alpin
Hommes
| Athlète         | Épreuve      | Course 1      | Course 1   | Course 2      | Course 2   | Total         | Total      |
| Athlète         | Épreuve      | Temps         | Classement | Temps         | Classement | Temps         | Classement |
| --------------- | ------------ | ------------- | ---------- | ------------- | ---------- | ------------- | ---------- |
| Mümtaz Demirhan | Descente     |               |            |               |            | 2 min 06 s 01 | 64         |
| Ahmet Kıbıl     | Descente     |               |            |               |            | 2 min 03 s 74 | 63         |
| Ahmet Kıbıl     | Slalom géant | DNF           | –          | –             | –          | DNF           | –          |
| Ersin Ayrıksa   | Slalom géant | DNF           | –          | –             | –          | DNF           | –          |
| Murat Tosun     | Slalom géant | 2 min 17 s 99 | 79         | DNF           | –          | DNF           | –          |
| Mümtaz Demirhan | Slalom géant | 2 min 17 s 58 | 78         | DNF           | –          | DNF           | –          |
| Ahmet Kıbıl     | Slalom       | DNF           | –          | –             | –          | DNF           | –          |
| Murat Tosun     | Slalom       | DNF           | –          | –             | –          | DNF           | –          |
| Ersin Ayrıksa   | Slalom       | 1 min 22 s 60 | 43         | 1 min 29 s 18 | 37         | 2 min 51 s 78 | 37         |

## Ski de fond
Hommes
| Épreuve | Athlète      | Course             | Course     |
| Épreuve | Athlète      | Temps              | Classement |
| ------- | ------------ | ------------------ | ---------- |
| 15 km   | Yavuz Özbey  | 55 min 47 s 55     | 72         |
| 15 km   | Şeref Çınar  | 52 min 50 s 67     | 70         |
| 15 km   | Sacit Özbey  | 52 min 15 s 41     | 66         |
| 15 km   | Bahri Yılmaz | 51 min 57 s 08     | 64         |
| 30 km   | Ahmet Ünal   | 1 h 51 min 14 s 75 | 66         |
| 30 km   | Bahri Yılmaz | 1 h 45 min 15 s 78 | 62         |

Relai 4 x 10 km hommes
| Athlètes                                         | Course | Course     |
| Athlètes                                         | Temps  | Classement |
| ------------------------------------------------ | ------ | ---------- |
| Sacit Özbey Bahri Yılmaz Şeref Çınar Yavuz Özbey | DNF    | –          |